# لا خيار آخر
لا خيار آخر (بالكورية: 어쩔수가없다) هو فيلم إثارة كوري جنوبي قادم من إخراج بارك تشان ووك. وهو مبني على رواية "الفأس" للكاتب دونالد ويستليك. يتتبع الفيلم مان سو، وهو رجل ينخرط في مطاردة يائسة للحصول على وظيفة جديدة بعد طرده من منصب شغله لمدة 25 عامًا.

## الممثلون
- لي بيونغ هون، بدور: مان سو [1]
- سون يي جن، بدور: مي ري
- بارك هي سون، بدور: تشوي سيون تشول
- لي سونغ مين، بدور: كو بوم مو
- يوم هي ران، بدور: أ-را
- تشا سيونغ وون، بدور: جو سي جو
- يو يون سيوك، بدور: أوه جين هو

## الإنتاج

### التطوير
خلال مهرجان بوسان السينمائي الدولي في عام 2009، أُعلن أن بارك سيعيد إنتاج فيلم كوستا غافراس لعام 2005 بعنوان «الفأس». أوضح بارك لاحقًا أنه قرأ رواية دونالد ويستليك لعام 1997 بعنوان «الفأس» التي استند إليها الفيلم وقرر تكييفها قبل معرفة فيلم كوستا غافراس. ولكن تأخر المشروع بسبب فيلمه ستوكر لعام 2012. في عام 2012، قال بارك إنه يخطط لجعل الفيلم مشروعه التالي ولكنه لا يزال بحاجة إلى "مزيد من العمل على اختيار الممثلين وجذب المستثمرين".
خلال مناقشة مباشرة مع كوستا غافراس في مهرجان بوسان السينمائي الدولي لعام 2019، أخبر بارك الجمهور أنه لا يزال يعمل على اقتباسه لرواية ويستليك. ووصف بارك الفيلم بأنه "مشروع العمر" وعلى الرغم من أنه لم يبدأ تصويره بعد، إلا أنه تمنى "أن يكون هذا الفيلم تحفته الفنية". ساعد غافراس، الذي لا يزال يمتلك حقوق الكتاب، بارك في تطوير المشروع. كان من المقرر أن يكون الفيلم باللغة الإنجليزية، مع دون ماكلير الذي شارك في كتابة السيناريو إلى جانب بارك.
صرح فريق بارك لصحيفة هوليوود ريبورتر أن المشروع بهدف لتعزيز المعضلة الأخلاقية في هذه القصة قدر الإمكان، وسوف يزيد من دور زوجة بطل الرواية.
في مهرجان كان السينمائي لعام 2022، صرّح بارك بأن المشروع لا يزال قيد التطوير، وأنه يروي "قصة مفجعة عن رجل في منتصف العمر فقد وظيفته، ويحتاج الآن إلى توفير لقمة العيش لعائلته. لذا، يُكافح في رحلة البحث عن وظيفة في مجال متخصص، ويصبح قاتلًا متسلسلًا".
في مارس 2024، أُعلن عن لي بيونغ هون وسون يي جن كبطلين للفيلم. كشف بارك أن الفيلم سيتم تصويره الآن في كوريا.
في أغسطس 2024، أُعلن أيضًا عن تعاون بارك مع لي كيونغ مي ولي جا هي ككاتبين في المشروع.

### التصوير
استغرق تصوير الفيلم خمسة أشهر، وانتهى تصويره بالكامل في 15 يناير 2025. ومن المتوقع عرضه في خريف هذا العام.

## الجوائز والترشيحات
| قائمة الجوائز والترشيحات | قائمة الجوائز والترشيحات  | قائمة الجوائز والترشيحات | قائمة الجوائز والترشيحات | قائمة الجوائز والترشيحات | قائمة الجوائز والترشيحات |
| السنة                    | الجائزة                   | الفئة                    | المستلم                  | النتيجة                  | م.                       |
| ------------------------ | ------------------------- | ------------------------ | ------------------------ | ------------------------ | ------------------------ |
| 2025                     | مهرجان البندقية السينمائي | الأسد الذهبي             | لا خيار آخر              | في الانتظار              | [ 10 ]                   |

## روابط خارجية
- لا خيار آخر على موقع IMDb (الإنجليزية)
- لا خيار آخر على موقع ميتاكريتيك (الإنجليزية)
- لا خيار آخر على موقع روتن توميتوز (الإنجليزية)
- لا خيار آخر على موقع ألو سيني (الفرنسية)
- لا خيار آخر على موقع فيلمافينيتي (الإسبانية)
- لا خيار آخر على موقع قاعدة بيانات الفيلم (الإنجليزية)
- لا خيار آخر على موقع ليتربوكسد (الإنجليزية)